# Enrico Buondonno
Enrico Buondonno (Gragnano, 22 dicembre 1912 – Nocera Superiore, 26 gennaio 2002) è stato un compositore, organista, direttore di coro e didatta italiano.

## Biografia
Primo di undici figli, Enrico Buondonno nacque nel 1912 a Gragnano, cittadina alle pendici dei Monti Lattari. Negli anni della fanciullezza maturò precocemente la vocazione religiosa che lo avrebbe portato a vestire l'abito francescano. Già durante i corsi teologici intraprese lo studio del pianoforte con il maestro Gaetano Grieco, sostenendo nel 1934 i relativi esami accademici al Conservatorio San Pietro a Majella di Napoli, dove Buondonno si distinse ricevendo l'apprezzamento di Francesco Cilea, all'epoca direttore del conservatorio.
Il 21 luglio 1935, nella Chiesa del Convento di Santa Maria degli Angeli in Nocera Superiore, ricevette la consacrazione sacerdotale all'interno dell'Ordine dei frati minori.
Gli anni della formazione musicale avvengono dopo l'ordinazione sacerdotale, tra il 1935 e il 1939, presso il Pontificio Istituto di Musica Sacra di Roma. Qui padre Buondonno studiò con riconosciuti protagonisti nel panorama della composizione sacra del tempo: l'abate D. Paolo Ferretti (Canto Gregoriano), Licinio Refice (Composizione Sacra), monsignor Raffaele Casimiri (Polifonia classica), Cesare Dobici (Contrappunto e Fuga) e Gregorio Maria Suñol (Paleografia gregoriana).
Nel 1939 conseguì il Magistero in Canto Gregoriano e la Licenza in Composizione sacra, entrambi magna cum laude. Successivamente studiò composizione ed orchestrazione con Achille Longo, figlio dell'insigne musicista e didatta Alessandro Longo. Per oltre un cinquantennio, fino alla sua scomparsa nel gennaio 2002, l'attività artistica di Enrico Buondonno fu alacremente incentrata sul fronte della composizione, della direzione corale e didattica musicale.

### L'attività didattica
Terminati gli studi, dal 1939 intraprende l'attività didattica, dapprima presso la Comunità Francescana di S. Maria degli Angeli in Nocera Superiore, lo Studentato teologico di Nocera Superiore, lo Studentato liceale-filosofico del Convento S. Francesco in Cava dei Tirreni e successivamente, fino al 1975, presso il Pontificio Seminario Regionale di Salerno.
Fu docente di Armonia, Lettura della Partitura ed Esercitazioni Orchestrali presso il Conservatorio di Cosenza (dove ricoprì incarico di Vicedirettore), il Conservatorio di Reggio Calabria e, dal 1979 al 1983, presso il Conservatorio di Napoli.
Fu docente ospite dal 1963 al 1967 ai Corsi Internazionali di Perfezionamento della Fondazione Cini di Venezia e dal 1985 al 1987 all'Università Popolare del Cilento di Torre Orsaia, dove per oltre dieci anni fu anche Direttore Artistico del Concorso Nazionale Pianistico "Alessandro Longo".

### L'attività direttoriale
Dopo le prime esperienze con la Schola Cantorum dei chierici francescani presso il seminario di Nocera Superiore e con la Schola Cantorum del Seminario Regionale di Salerno, dal 1968 Buondonno collaborò regolarmente con i cori polifonici "S. Paolo" di Reggio Calabria, "Pompeiano" di Pompei e i "Pueri Cantores Don Antonio Izzo" della Cattedrale di Sorrento.
Dal 1962 al 1992 fu Direttore Artistico di "Corescant", Rassegna Interregionale delle Corali Polifoniche (poi divenuta Rassegna Nazionale) a Sorrento.
Dal 1981 al 1988 fu direttore del coro "Pueri Cantores di Santa Chiara" di Napoli, protagonista di allestimenti operistici al Teatro San Carlo sotto le direzioni di Daniel Oren, Siegfried Kurz, Dieter Gutknecht e Zoltán Peskó. Altri allestimenti sinfonici si ebbero fra il 1982 e 1985 con la "Mätthaus Passion" di J.S. Bach e la "Messa da Requiem" composta e diretta da Roberto De Simone.

### L'attività compositiva
Padre Buondonno è stato un compositore prolifico: il catalogo ufficiale include circa 300 numeri, comprendenti numerose composizioni sacre (inni, salmi, mottetti, messe), composizioni strumentali per organico vario, composizioni per orchestra (tra cui il poema sinfonico "Il Tormento della felicità", 1965; "Vita Nuova" di Dante, per voci recitanti, soli, coro ed orchestra, 1984), composizioni ed elaborazioni corali.
Le composizioni sacre e liturgiche sono un nucleo portante del corpus compositivo: la produzione sacra del Buondonno si pone in continuità stilistica rispetto ai dettami sulla musica liturgica promulgati dal Motu proprio di Pio X "Inter sollicitudines" (1903).

Francesco, Giullare di Dio - 1950

Interessante citare le sue incursioni nel campo della musica da film: musiche per documentari cinematografici ("Ravello" e "Incanto di Salerno", 1962) e la colonna sonora per "Francesco, giullare di Dio" (1950) di Roberto Rossellini, scritta in collaborazione con Renzo Rossellini. L'esperienza, insolita per un frate francescano, fu incoraggiata dalla scelta del soggetto del film, che stimolò la composizione di brani liturgici appositi. Con Roberto Rossellini nacque una profonda amicizia, documentata in video dalla visita che lo stesso regista fece ai frati dieci anni dopo le riprese, al Convento di Maiori, il 6 ottobre 1964.
Nel 1953 vinse il concorso nazionale per l'inno ufficiale del XIV Congresso Eucaristico Nazionale di Torino.
Nel 1985 compose e diresse le musiche in occasione del IX Centenario della morte di Gregorio VII, alla presenza di Giovanni Paolo II.

## Opere significative
- Pastorale sui motivi tradizionali napoletani - 1941; Ed. Beechwood Music Corporation, 1957
- Sei litanie alla Madonna per due voci pari ed organo; Ed. Casimiri, 1942
- O Sacrum Convivium, O Salutaris Hostia, Adoro Te Devote per coro a tre voci pari; Ed. Vessillo di S. Cecilia, Torino, 1947
- Tantum Ergo per tre voci virili; Ed. Casimiri, 1947
- Francesco, Giullare di Dio: musiche liturgiche per il film di R. Rossellini, 1950
- Concento serafico per coro ed orchestra, 1955
- Lauda alla Vergine; Ed. Carrara, Bergamo, 1956
- Ravello: musica per documentario d'arte, 1962; inedita: registrata su film
- Il tormento della felicità poema sinfonico, 1965
- Il cantico delle creature per soli, coro ed orchestra; Ed. Setticlavio, Salerno, 1994
- Vita nuova per voci recitanti, soli, coro ed orchestra, 1994
- Suite Serafica: S.Damiano, S. Chiara, Greccio, La Verna per organo; Ed. Setticlavio, Salerno, 1998
- Burattini suite per pianoforte; Ed. Setticlavio, Salerno, 1998

## Pubblicazioni
- Trattato teorico - pratico di armonia (Ed. Setticlavio, Salerno, 1987)
- Bassi e melodie da armonizzare (Ed. Setticlavio, Salerno, 1988)
- Paolo Serrao: un grande musicista calabrese (Saggio monografico, in "Calabria Sconosciuta", rivista trimestrale n. 41, aprile - giugno 1988, pp. 93-100)
- Guida all'analisi musicale (Ed. Setticlavio, Salerno, 1993)

## Onorificenze
- "Accademico per la Sezione Musicisti", Accademia Tiberina, Roma (1976)